# Bartha Boldizsár
Bartha Boldizsár (Hajdúszoboszló, 1623. május 24. – Debrecen, 1689 vége) Debrecen város tanácsosa, később főbirája.

## Élete
Szoboszlón született. A debreceni kollégiumba járt, majd szűcsmesterséget tanult. 1657-től városi szenátor, közben többször esküdt bíró, borbíró, utcaszeri bíró. 1664-ben lett Debrecenben második biró, 1660–71 között első céhmester. 1687-ben pedig polgármester; 1686 és 1689-ben főbiró volt ugyanott.

## Művei
Rövid Chronica avagy oly beszélgetés, mely az közelb elmult száz esztendők alatt Debreczenben esett emlékezetesebb dolgokrúl… irattatott és szedegettetett össze. Debreczen, 1666. (Debreczen városnak 1564–1664-ki története hiteles levéltári adatokból. Lenyomatott újra a jelen század első felében a debreceni naptárakban; ezekből Nagy Gábor 1837-ben egy példányt összeállított, mely megvan az Országos Széchényi Könyvtárban: ugyanott található e krónikának két másolata a 18. századból. Toldy 1819. évi bécsi kiadást is említ.)
- Rövid Chronica; sajtó alá rend., bev. Ozsváthné Krankovics Ilona; Hajdú-Bihar megyei Levéltár, Debrecen, 1985 (A Hajdú-Bihar Megyei Levéltár forráskiadványai)
- Rövid chronica, avagy Oly beszélgetés, melly a' Debreczenben esett emlékezetesebb dolgokról írattatott és szedegettetett öszve Barta Boldi'sár által 1664-dik esztendőben; hasonmás kiad.; Barnaföldi Gábor, Bp., 1994